# Schlafzimmerbild

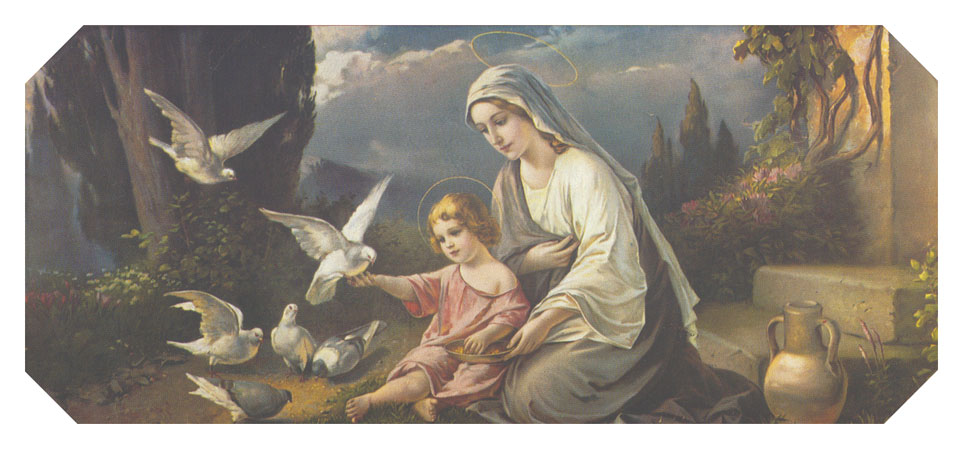
Giovanni: Taubenmadonna, nach 1914, im klassischen Handtuchformat

Der Ausdruck Schlafzimmerbild war im Kunstverlagswesen des frühen 20. Jahrhunderts gebräuchlich. Er bezeichnete einen Öldruck im überlangen Breitformat, dem so genannten „Handtuchformat“, der zum Aufhängen über den Ehebetten bestimmt war. Durch sein Format passte das Bild gut in die oftmals beengten, niedrigen Wohnungen seiner Käufer. Heute werden die übertrieben kitschigen Bilder augenzwinkernd-ironisch wieder geschätzt und genießen gewissermaßen Kultstatus.

## Formate und Motive

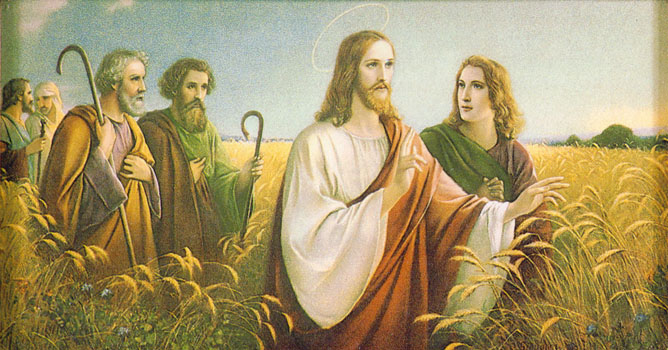
Giovanni: Christus im Ährenfeld, nach Johannes Raphael Wehle und zurückgehend auf ein 1835 geschaffenes Motiv des Nazareners Franz Ittenbach

Das Handtuchformat maß 52 × 120 cm. Abwandlungen waren 33/36 × 76/78 oder 19 × 38, später 60 × 108 und 50 × 100 cm. Man legte die Bilder auch so an, dass sie auf verschiedene Weise gerahmt und beschnitten werden konnten. Anfang der 1920er Jahre erfreute sich der Ovalrahmen großer Beliebtheit, später die Rahmung mit abgestumpften Ecken. Der branchentypische Begriff „Handtuchformat“ wurde bereits um 1905, noch vor der Erfindung des Schlafzimmerbilds, verwendet und bezeichnete hier meist schmale Hochformate, nur selten ein Breitformat.
Die Bezeichnung „Schlafzimmerbild“ erschien zuerst in den Annoncen des Kunstverlags J. Baruch von 1916. Erfunden und popularisiert wurde das Bilderformat jedoch von Adolf May jun. in Dresden. Er erteilte Hans Zatzka Aufträge für zahlreiche Schlafzimmerbilder, darunter das ab 1914 verkaufte Bild Elfenreigen, das oftmals als Prototyp für diese Bildgattung angesehen wird. Seit Mitte der 1920er Jahre erschien eine breitere Palette von Bildthemen, so etwa empfahl der Münchner Kunstverlag R. Wagner als „künstlerisch einwandfreies Schlafzimmerbild gebildeter Kreise“ die „Erschaffung Adams nach Michelangelo“.  Weiterhin bot man nun verstärkt Mutter-Kind-Szenen an. Oft sind die elfenhaften, festlich gekleideten Frauengestalten der weltlichen Schlafzimmerbilder von engelhaften Kindergestalten umgeben. Diese Bilder zeigen überladene Gemächer oder fantastische Parkanlagen, die bewusst ins Unrealistische überhöht worden sind.
Die religiösen Motive waren, abgesehen von den Madonnenbildern, bei beiden Konfessionen sehr beliebt. Hier war der „Ölberg-Christus“ von Giovanni (Josef Untersberger) Vorreiter.

## Verkauf und Kritik

Anzeige für Schlafzimmerbilder im Kunsthandel, 1926

Oft verkauften Händler die Schlafzimmerbilder von Haus zu Haus; der Kundenkreis bestand vor allem aus Arbeitern und kleinen Beamten. 1925 berichtete die Branchenzeitschrift Der Kunsthandel, die Bilder würden mit 60 Mark bei 5 Mark Anzahlung und wöchentlicher Abzahlung verkauft. So würden die Firmen 200 % Verdienst machen, von denen der Reisende 15 % bekäme.
Schlafzimmerbilder wurden in den 1920er Jahren überaus populär und galten bald danach als Unkunst. Der Kunsthandel bezeichnete sie 1928 als „Schmarren“ und „süßlicher Kitsch“. Der Münchner Dichter und Sammler von Grafik Eugen Roth nannte Schlafzimmerbilder wegen ihrer Farben und Gestaltung „überlegten Giftmord“, eine „gewinnsüchtige Täuschung des gutmeinenden, aber leider ahnungslosen Käufers“. Er begrüßte die Anti-Kitsch-Politik der NS-Regierung.